# Edgar Michalowsky
Edgar Michalowsky (* 30. Januar 1950 in Kammin) ist ein ehemaliger deutscher Badmintonspieler. Durch ein Versehen eines Standesbeamten wurden die Nachnamen von ihm und seinem Zwillingsbruder Erfried bis zur Wende unterschiedlich geschrieben. Nach der Wende konnten die Familie Michalowsky namensmäßig wieder zueinander finden – die Nachnamen wurden auf ein finales Ypsilon vereinheitlicht. Edgars Ehefrau Angela ist ebenfalls eine erfolgreiche ehemalige Badmintonspielerin. Sie ist die Schwester von Claus Cassens und die Schwägerin von Monika Cassens. Für sportliche Erfolge der Michalowsky-Großfamilie sorgten des Weiteren Ilona Michalowsky, Norbert Michalowsky, Lothar Michalowsky, Katja Michalowsky und Petra Michalowsky.
Edgar Michalowsky gehört mit 26 DDR-Einzel- und 19 DDR-Mannschaftstiteln zu den erfolgreichsten ostdeutschen Badmintonspielern überhaupt. Mit 55 Einsätzen in der DDR-Nationalmannschaft (29 Siege/26 Niederlagen) hat er nach Monika Cassens die meisten Länderspiele in der Geschichte der DDR gemacht.
Sportliche Höhepunkte nach der Wende waren zahlreiche Deutsche Meisterschaften in den Altersklassen, der Europameistertitel 2006 im Herrendoppel der Altersklasse O55 sowie der Weltmeistertitel 2003 in Sofia im Herrendoppel O50 (beide an der Seite seines Bruders Erfried).
In der Saison 2007/08 spielte er für den BSV Einheit Greifswald in der Oberliga Nord A. Bei der Europameisterschaft 2008 im spanischen Punta Umbria konnte er zusammen mit Bruder Erfried Michalowsky die Silbermedaille im Herrendoppel O55 gewinnen. In der Saison 2008/09 spielte er für die SG GSV/BSV Einheit Greifswald in der Landesliga Mecklenburg-Vorpommern. Bei der Weltmeisterschaft der Altersklassen 2009 in Punta Umbria konnte er mit dem Gewinn der Bronzemedaille im Herrendoppel O55 einen weiteren großartigen Erfolg verzeichnen.

## Nationale Titel
| Saison    | Veranstaltung                    | Disziplin    | Sieger |
| --------- | -------------------------------- | ------------ | --- |
| 1967/1968 | DDR-Einzelmeisterschaft AK 16/17 | Herrendoppel | Edgar Michalowsky / Erfried Michalowsky (Einheit Greifswald) |
| 1967/1968 | DDR-Einzelmeisterschaft AK 16/17 | Herreneinzel | Edgar Michalowsky (Einheit Greifswald) |
| 1968/1969 | DDR-Einzelmeisterschaft          | Herreneinzel | Edgar Michalowsky (Einheit Greifswald) |
| 1968/1969 | DDR-Einzelmeisterschaft          | Herrendoppel | Erfried Michalowsky / Edgar Michalowsky (Einheit Greifswald) |
| 1970/1971 | DDR-Einzelmeisterschaft          | Herreneinzel | Edgar Michalowsky (Einheit Greifswald) |
| 1971/1972 | DDR-Einzelmeisterschaft          | Herreneinzel | Edgar Michalowsky (Einheit Greifswald) |
| 1971/1972 | DDR-Mannschaftsmeisterschaft     | Mannschaft   | Einheit Greifswald (Edgar Michalowsky, Erfried Michalowsky, Klaus Müller, Hubert Wagner, Jürgen Schulz, Ralf Peters, Hans-Peter Bösel, Jürgen Brösel, Angela Cassens, Spörke, Christine Zierath)                     |
| 1971/1972 | DDR-Einzelmeisterschaft          | Herrendoppel | Erfried Michalowsky / Edgar Michalowsky (Einheit Greifswald) |
| 1972/1973 | DDR-Einzelmeisterschaft          | Herreneinzel | Edgar Michalowsky (Einheit Greifswald) |
| 1972/1973 | DDR-Einzelmeisterschaft          | Herrendoppel | Klaus Müller / Edgar Michalowsky (Einheit Greifswald) |
| 1972/1973 | DDR-Mannschaftsmeisterschaft     | Mannschaft   | Einheit Greifswald (Erfried Michalowsky, Edgar Michalowsky, Klaus Müller, Ralf Peters, Michael Franz, Hubert Wagner, Christine Zierath, Renate Thurow, Angela Michalowsky)                                           |
| 1973/1974 | DDR-Mannschaftsmeisterschaft     | Mannschaft   | Einheit Greifswald (Erfried Michalowsky, Edgar Michalowsky, Klaus Müller, Hubert Wagner, Hans-Peter Meyer, Jürgen Müller, Dieter Spaller, Jürgen Schulz, Angela Michalowsky, Christine Zierath, Brigitte Schröder)   |
| 1973/1974 | DDR-Einzelmeisterschaft          | Herreneinzel | Edgar Michalowsky (Einheit Greifswald) |
| 1974/1975 | DDR-Einzelmeisterschaft          | Herreneinzel | Edgar Michalowsky (Einheit Greifswald) |
| 1974/1975 | DDR-Mannschaftsmeisterschaft     | Mannschaft   | Einheit Greifswald (Edgar Michalowsky, Erfried Michalowsky, Norbert Michalowsky, Hubert Wagner, Klaus Müller, Michael Franz, Christine Zierath, Renate Thurow, Ilona Michalowsky)                                    |
| 1974/1975 | DDR-Einzelmeisterschaft          | Herrendoppel | Erfried Michalowsky / Edgar Michalowsky (Einheit Greifswald) |
| 1975/1976 | DDR-Mannschaftsmeisterschaft     | Mannschaft   | Einheit Greifswald (Edgar Michalowsky, Erfried Michalowsky, Hans-Peter Apler, Klaus Müller, Uwe Kämmer, Norbert Michalowsky, Jürgen Brösel, Angela Michalowsky, Christine Zierath, Renate Thurow, Ilona Michalowsky) |
| 1975/1976 | DDR-Einzelmeisterschaft          | Herrendoppel | Erfried Michalowsky / Edgar Michalowsky (Einheit Greifswald) |
| 1975/1976 | DDR-Einzelmeisterschaft          | Herreneinzel | Edgar Michalowsky (Einheit Greifswald) |
| 1976/1977 | DDR-Einzelmeisterschaft          | Herrendoppel | Erfried Michalowsky / Edgar Michalowsky (Einheit Greifswald) |
| 1976/1977 | DDR-Mannschaftsmeisterschaft     | Mannschaft   | Einheit Greifswald (Edgar Michalowsky, Erfried Michalowsky, Michael Franz, Norbert Michalowsky, Klaus Müller, Renate Thurow, Angela Michalowsky, Christine Zierath)                                                  |
| 1976/1977 | DDR-Einzelmeisterschaft          | Herreneinzel | Edgar Michalowsky (Einheit Greifswald) |
| 1977/1978 | DDR-Mannschaftsmeisterschaft     | Mannschaft   | Einheit Greifswald (Edgar Michalowsky, Erfried Michalowsky, Michael Franz, Uwe Kämmer, Angela Michalowsky, Ilona Michalowsky, Birgit Kämmer, Christine Zierath)                                                      |
| 1978/1979 | DDR-Mannschaftsmeisterschaft     | Mannschaft   | Einheit Greifswald (Erfried Michalowsky, Edgar Michalowsky, Uwe Kämmer, Thomas Greeck, Jürgen Brösel, Christine Zierath, Angela Michalowsky, Ilona Michalowsky)                                                      |
| 1978/1979 | DDR-Einzelmeisterschaft          | Herrendoppel | Erfried Michalowsky / Edgar Michalowsky (Einheit Greifswald) |
| 1978/1979 | DDR-Einzelmeisterschaft          | Mixed        | Edgar Michalowsky / Monika Cassens (Einheit Greifswald / HSG Lok HfV Dresden) |
| 1978/1979 | DDR-Einzelmeisterschaft          | Herreneinzel | Edgar Michalowsky (Einheit Greifswald) |
| 1979/1980 | DDR-Einzelmeisterschaft          | Mixed        | Edgar Michalowsky / Monika Cassens (Einheit Greifswald / HSG Lok HfV Dresden) |
| 1979/1980 | DDR-Mannschaftsmeisterschaft     | Mannschaft   | Einheit Greifswald (Edgar Michalowsky, Erfried Michalowsky, Michael Franz, Thomas Mundt, Klaus Müller, Norbert Michalowsky, Petra Michalowsky, Christine Zierath, Ilona Michalowsky, Angela Michalowsky)             |
| 1980/1981 | DDR-Einzelmeisterschaft          | Mixed        | Edgar Michalowsky / Monika Cassens (Einheit Greifswald / HSG Lok HfV Dresden) |
| 1980/1981 | DDR-Einzelmeisterschaft          | Herrendoppel | Erfried Michalowsky / Edgar Michalowsky (Einheit Greifswald) |
| 1980/1981 | DDR-Mannschaftsmeisterschaft     | Mannschaft   | Einheit Greifswald (Erfried Michalowsky, Edgar Michalowsky, Thomas Mundt, Michael Franz, Thomas Greeck, Angela Michalowsky, Petra Michalowsky, Birgit Kämmer, Ilona Michalowsky, Christine Zierath)                  |
| 1981/1982 | DDR-Einzelmeisterschaft          | Herrendoppel | Erfried Michalowsky / Edgar Michalowsky (Einheit Greifswald) |
| 1981/1982 | DDR-Einzelmeisterschaft          | Mixed        | Edgar Michalowsky / Monika Cassens (Einheit Greifswald / HSG Lok HfV Dresden) |
| 1981/1982 | DDR-Mannschaftsmeisterschaft     | Mannschaft   | Einheit Greifswald (Erfried Michalowsky, Edgar Michalowsky, Thomas Mundt, Uwe Kämmer, Norbert Michalowsky, Birgit Kämmer, Petra Michalowsky, Ilona Michalowsky)                                                      |
| 1982/1983 | DDR-Mannschaftsmeisterschaft     | Mannschaft   | Einheit Greifswald (Erfried Michalowsky, Edgar Michalowsky, Norbert Michalowsky, Thomas Mundt, Uwe Kämmer, Klaus Müller, Birgit Kämmer, Ilona Ryk)                                                                   |
| 1982/1983 | DDR-Einzelmeisterschaft          | Herrendoppel | Erfried Michalowsky / Edgar Michalowsky (Einheit Greifswald) |
| 1983/1984 | DDR-Einzelmeisterschaft          | Herreneinzel | Edgar Michalowsky (Einheit Greifswald) |
| 1983/1984 | DDR-Mannschaftsmeisterschaft     | Mannschaft   | Einheit Greifswald (Erfried Michalowsky, Edgar Michalowsky, Norbert Michalowsky, Thomas Mundt, Klaus Müller, Frank Brandenburg, Uwe Kämmer, Mike Joseph, Petra Michalowsky, Birgit Kämmer, Kerstin Bohn)             |
| 1984/1985 | DDR-Mannschaftsmeisterschaft     | Mannschaft   | Einheit Greifswald (Edgar Michalowsky, Erfried Michalowsky, Norbert Michalowsky, Thomas Mundt, Birgit Kämmer) |
| 1984/1985 | DDR-Einzelmeisterschaft          | Herrendoppel | Erfried Michalowsky / Edgar Michalowsky (Einheit Greifswald) |
| 1985/1986 | DDR-Mannschaftsmeisterschaft     | Mannschaft   | Einheit Greifswald (Erfried Michalowsky, Edgar Michalowsky, Thomas Mundt, Mike Joseph) |
| 1986/1987 | DDR-Mannschaftsmeisterschaft     | Mannschaft   | Einheit Greifswald (Erfried Michalowsky, Edgar Michalowsky, Thomas Mundt, Norbert Michalowsky, Mike Joseph, Petra Michalowsky, Birgit Kämmer)                                                                        |
| 1987/1988 | DDR-Mannschaftsmeisterschaft     | Mannschaft   | Einheit Greifswald (Erfried Michalowsky, Edgar Michalowsky, Petra Michalowsky, Birgit Kämmer, Thomas Greeck, Joachim Schimpke)                                                                                       |
| 1987/1988 | DDR-Einzelmeisterschaft          | Herrendoppel | Erfried Michalowsky / Edgar Michalowsky (Einheit Greifswald) |
| 1988/1989 | DDR-Mannschaftsmeisterschaft     | Mannschaft   | Einheit Greifswald (Thomas Mundt, André Wiechmann, Mike Joseph, Edgar Michalowsky, Erfried Michalowsky, Thomas Greeck, Jens Thonack, Joachim Schimpke, Petra Michalowsky, Sandra Kraft, Angela Michalowsky)          |
| 1989/1990 | DDR-Mannschaftsmeisterschaft     | Mannschaft   | Einheit Greifswald (Thomas Mundt, Edgar Michalowsky, Erfried Michalowsky, André Wiechmann, Mike Joseph, Petra Michalowsky, Kerstin Bohn)                                                                             |